# Terra Boa
Terra Boa este un oraș în Paraná (PR), Brazilia.